# دول شوك
دول شوك (بالإنجليزية: DualShock، جهاز تحكم بلاي ستيشن 5 يدعى: دول سينس (بالإنجليزية: DualSense)‏)‏ هي عبارة عن مجموعة من أجهزة التحكم بألعاب الفيديو مع ردود فعل الاهتزاز وعناصر التحكم التشابهية التي طورتها سوني إنتراكتيف إنترتينمنت لعائلة مشغلات بلاي ستيشن. قُدِمَ دول شوك في نوفمبر عام 1997، سُوِّقَ في البداية على أنه ملحق ثانوي للبلاي ستيشن الأصلي، مع النسخ المحدثة من مشغل بلاي ستيشن بما في ذلك جهاز التحكم، على مراحل سوني في وقت لاحق من جهاز التحكم الذي ضُمِّنَ في الأصل مع المشغل، وكذلك جهاز تحكم دول أنالوغ. ودول شوك هو أكثر جهاز تحكم بألعاب الفيديو مبيعا على الإطلاق من حيث عدد الوحدات المباعة.

## دول شوك
يمكن لـدول شوك (بالإنجليزية: DualShock)‏ توفير ردود فعل الاهتزاز بناءً على الإجراءات التي تظهر على الشاشة في اللعبة (إذا كانت اللعبة تدعمها)، وتوفر إشارًة تشابهيًة من خلال اثنين من عصي اللعب التشابهية. اسمها مشتق من استخدامه لمحركين اهتزاز «دول» و«شوك». توجد هذه المحركات داخل مقابض جهاز التحكم، حيث يكون المحرك الأيسر أكبر وأقوى من الموجود على اليمين، وذلك للسماح بمستويات متفاوتة من الاهتزاز. يختلف دول شوك عن رامبل باك من نينتندو 64 في هذا الصدد لأن رامبل ياك يستخدم محركًا واحدًا فقط. يستخدم رامبل ياك طاقة البطارية لوظيفة الاهتزاز ولكن جميع الأنواع السلكية من دول شوك تستخدم الطاقة التي توفرها بلاي ستيشن. تشبه ميزة الدمدمة في دول شوك تلك الخاصة بالإصدار الأول من جهاز تحكم دول أنالوغ الياباني، وهي ميزة أُزيلَت بعد فترة وجيزة من إصدار دول شوك.
دول شوك، مثل سابقه جهاز تحكم دول أنالوغ، لديه عُصَيَّتا لعب تشابهية. على عكس جهاز التحكم السابق، تتميز عصي اللعب التشابهية الخاصة بـدول شوك بمقبض مطاطي محكم بدلاً من الأطراف البلاستيكية الملساء ذات الأخاديد المريحة الموجودة في جهاز تحكم دول أنالوغ. تشمل الاختلافات الأخرى بين دول أنالوغ ودول شوك مقابض أطول وأزرار L2/R2 أكبر قليلاً. يحتوي دول أنالوغ أيضًا على وضع إضافي يمكن الوصول إليه عن طريق الضغط على زر «تشابهي» الذي يوفر التوافق مع عصا تحكم بلاي ستيشن التشابهية والتي ينتج عنها ضوء المؤشر التشابهي يتحول إلى اللون الأخضر بدلاً من الأحمر؛ أٌزيلَت هذه الميزة في دول شوك.
يشتمل دول شوك، بالإضافة إلى تصميماته التالية، أيضًا على لويحة الاتجاهات، وزري بدء وتحديد، وأربعة أزرار للوجه مع وضع العلامات لأول مرة على جهاز تحكم بلاي ستيشن الأصلي باستخدام أشكال هندسية بسيطة: مثلث أخضر، دائرة حمراء، إكس أزرق، ومربع وردي ( و و و) كان مصمم جهاز التحكم تيو غوتو قد قصد من الدائرة والإكس لتمثيل «نعم» و«لا» على التوالي على أنهما شائعان في الثقافة اليابانية، وبالتالي تُستَخدَم عادةً لكل من «تأكيد» و«إلغاء» في معظم ألعاب بلاي ستيشن على التوالي، ووضعها بشكل مشابه لزري A وB على جهاز تحكم سوبر فاميكوم الذي يملك وظائف مشابهة، بينما يرمز المثلث إلى وجهة نظر والمربع يستخدم للوصول إلى القوائم. في النسخ الغربية، غالبًا ما تٌبَدَّل وظائف الدائرة والإكس (دائرة للإلغاء، إكس للتأكيد).
دُعِمَ جهاز تحكم دول شوك على نطاق واسع؛ بعد وقت قصير من إطلاقه، يتضمن معظم الألعاب الجديدة، بما في ذلك كراش بانديكوت 3: واربد والتنين سبايرو وتيكن 3، دعمًا لميزة الاهتزاز وعصي اللعب التشابهية المزدوجة، وأعيد إصدار لعبتي كابكوم ريزدنت إيفل: دايركتورز كت وريزدنت إيفل 2 ليمكنهم دعم جهاز تحكم دول شوك. تعمل أيضًا بعض الألعاب المصممة لقدرة الاهتزاز في دول أنالوغ، مثل بورش تشالنج وكراش بانديكوت 2: كورتكس سترايكس باك. تستفيد العديد من الألعاب من وجود محركين لتوفير تأثيرات اهتزاز في الاستريو بما في ذلك غران تورزمو ونسخة بلاي ستيشن من لعبة كوايك II. صدرت لعبة ايب سكيب في عام 1999، وهي أول لعبة تتطلب أجهزة تحكم دول شوك، حيث يتطلب أسلوب اللعب الخاص بها استخدام كل من عصي اللعب التشابهية.
في عام 2000، صدر بي إس ون (نسخة معاد تشكيلها من بلاي ستيشن الأصلي) مع جهاز تحكم دول شوك معاد تصميمه قليلًا. كان جهاز التحكم هذا مشابه للأول، باستثناء علامة كلمة «بي إس ون» تحل محل «بلاي ستيشن» أسفل الشعار، وتدرج أرجواني على الأزرار والعصي لتتناسب مع نظام ألوان بي إس ون، وموصل على شكل نصف دائرة، ولون متعدد خيارات للجسم.

يتوافق دول شوك مع بلاي ستيشن 2، حيث يستخدمان نفس الموصل والبروتوكول. ومع ذلك، فإن بعض ألعاب بلاي ستيشن 2 التي تستخدم الأزرار التشابهية لدول شوك 2، مثل ذا باونسر، غير متوافقة مع دول شوك. يتوافق دول شوك تمامًا مع التوافق مع الإصدارات الأقدم من بلاي ستيشن 2 لتشغيل ألعاب بلاي ستيشن الأصلي.

## دول شوك 2

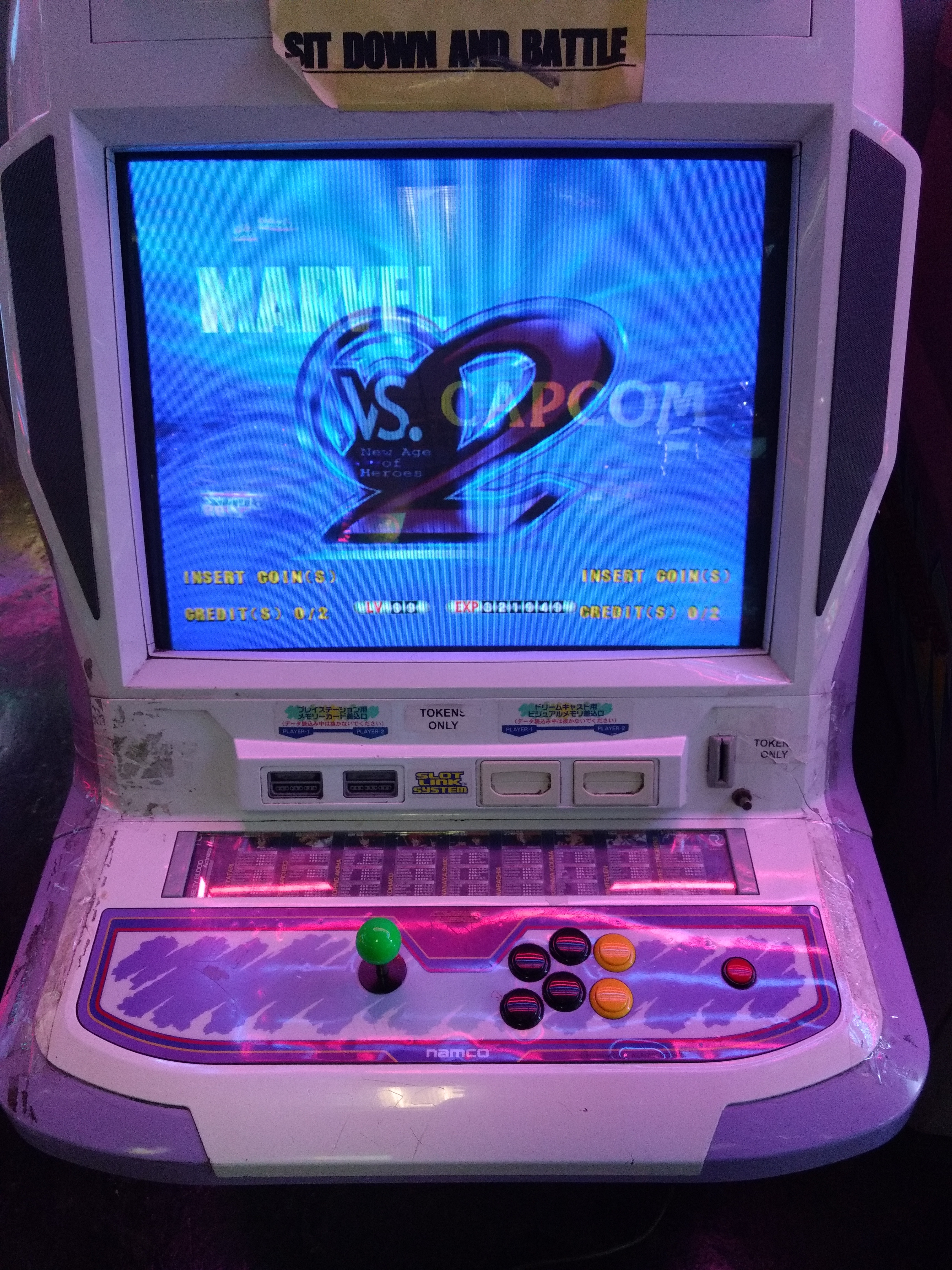
صندوق نامكو سايبرليد 2 لألعاب الصالات مع مدخلات دول شوك 2

إن جهاز تحكم دول شوك 2 (بالإنجليزية: DualShock 2)‏ المضمن مع بلاي ستيشن 2 متطابق تقريبًا من الخارج مع جهاز تحكم دول شوك السابق، مع بعض التغييرات التجميلية الطفيفة. لها موضع برغي مختلف ومسمار واحد أقل. أُضِيفَ شعار دول شوك 2 أزرق إلى الجزء العلوي من جهاز التحكم، والموصل مربع أكثر من دول شوك، وكلا من الكابل والموصل أسود وليس رمادي. جهاز التحكم القياسي أسود (ظهرت ألوان أخرى لاحقًا)، بدلاً من الرمادي كما هو الحال مع دول شوك الأصلي. كما أن عصي اللعب التشابهية أكثر صلابة بشكل ملحوظ من عصي دول شوك الأصلي.
داخليًا، كان دول شوك 2 أخف وزناً وكانت جميع الأزرار (باستثناء تشابهي، بدء، تحدبد، L3 ،R3) قابلة للقراءة كقيم تشابهية (حساسة للضغط).
وُفِرَ دول شوك 2 بألوان مختلفة: أسود، فضي ساتان، أبيض سيراميك، رمادي أردوازي، أزرق محيطي، أخضر زمردي، أحمر قرمزي، ووردي حلوى.
تحتوي بعض صناديق ألعاب الصالات التي تعمل بقطع النقود المعدنية أيضًا على اتصالات تسمح للمستخدم باستخدام أجهزة تحكم دول شوك 2. أبرزها تيكن 5 من نامكو ووينينغ إليفين تشامبيونشيب آركيد 2012 من كونامي

مشغل بلاي ستيشن الأصلي متوافق مع دول شوك 2. يتوافق بلاي ستيشن 3 مع النسخ الأقدم مع دول شوك ودول شوك 2 من خلال استخدام الأجهزة الطرفية من شركات الطرف الثالث، والتي تربط جهاز التحكم بالمشغل عبر منفذ ناقل تسلسلي عام. ومع ذلك، لن يعمل دول شوك ودول شوك 2 بشكل صحيح مع الألعاب التي تتطلب وظائف سيكس أكسيس، مثل هيفي رين.

## دول شوك 3
أعلن عن جهاز تحكم دول شوك 3 (بالإنجليزية: DualShock 3)‏ اللاسلكي في معرض ألعاب طوكيو لعام 2007، وهو جهاز تحكم لمشغل بلاي ستيشن 3. هو يحل محل جهاز تحكم سيكس أكسيس اللاسلكي الذي أصدر في الأصل مع الإصدارات السابقة من المشغل. يتطابق دول شوك 3 تقريبًا مع نسخة سيكس أكسيس السابقة ولكنه يضيف قدرات ردود الفعل اللمسية الموجودة في دول شوك ودول شوك 2. قامت شركة سوني بتسوية دعوى قضائية تتعلق بانتهاك براءات الاختراع مع إيميرسون في مارس 2007 بعد معركة قانونية طويلة. مهدت التسوية الطريق لدمج ميزة «الدمدمة» المفقودة التي تفتقر إليها سيكس أكسيس. يمكن استخدام كل من وظيفة الاهتزاز وإمكانيات استشعار الحركة في دول شوك 3 في وقت واحد دون تدخل أحدهما مع الآخر. مثل سيكس أكسيس، يحتوي أيضًا على منفذ النمط بي من الناقل التسلسلي العام المصغر للشحن ويمكن استخدامه أيضًا على بي إس بي جو عبر بلوتوث، على الرغم من أنه يجب تسجيل جهاز التحكم وبي إس بي جو باستخدام مشغل بلاي ستيشن 3.
يمكن التعرف على دول شوك 3 من خلال علامتي «دول شوك 3» و«سيكس أكسيس». كما يزن 192 غرام (6.8 أونصة)، بزيادة 40٪ عن سابقه، سيكس أكسيس، الذي كان يزن 137.1 غرام (4.84 أونصة).
تشير العلامات الخلفية إلى أن دول شوك 3 الأصلي يسحب ما يصل إلى 300 مللي أمبير من التيار عند 3.7 فولت لاستهلاك الطاقة 1.11 واط، وهو ترتيب من حيث الحجم يزيد من 30 مللي أمبير للتيار عند 3.7 فولت (0.111 واط) المدرج في سيكس أكسيس. ومع ذلك، لا يُسحَب هذا التيار باستمرار وهو أقصى تيار عندما تكون الدمدمة نشطًة. مصدر الطاقة الرئيسي هو 3.7 فولت بطارية ليثيوم أيون داخلية قادرة مبدئيًا على تخزين 570 مللي أمبير في الساعة، والتي توفر ما يصل إلى 30 ساعة من اللعب المستمر بشحن كامل. تتوفر أيضًا بطاريات بديلة من شركات الطرف الثالث. مثل سيكس أكسيس، يأتي دول شوك 3 مع إرشادات حول كيفية إزالة البطارية واستبدالها. يمكن أيضًا سحب الطاقة من دول شوك 3 عبر كابل ناقل تسلسلي عام عبر موصل النمط بي من الناقل التسلسلي العام المصغر في الجزء العلوي من جهاز التحكم. يسمح ذلك باستخدام جهاز التحكم عندما تكون البطارية منخفضة ويستخدم أيضًا لشحن البطارية. عند الاتصال عبر الناقل التسلسلي العام، يتصل جهاز التحكم بالمشغل من خلال كابل ناقل تسلسلي عام، بدلاً من بلوتوث.
إلى جانب إصدار طراز بلاي ستيشن 3 «النحيف»، أصدرت شركة سوني نسخًة جديدًة من دول شوك 3 الذي يستخدم 5.0 فولت عند 500 مللي أمبير أثناء الاتصال، ولكن لا يزال يحتوي على بطارية 3.7 فولت.[بحاجة لمصدر] هذه النسخة لدول شوك 3 تلغي الأقواس البلاستيكية الإضافية بين أزرار L1/R1 وأزندة L2/R2 (زيادة صلابة جهاز التحكم)، ولها أضواء مؤشر ملحومة مباشرة باللوحة، ويأتي في أنظمة ألوان منقحة قليلاً.[بحاجة لمصدر]
بينما دول شوك 3 متوافق مع أي كابل النمط بي من الناقل التسلسلي العام المصغر قياسي والعديد من أجهزة شحن يو إس بي، وكابلات الشحن الرسمية متوفرة من سوني. يتضمن ذلك كابلًا رسميًا وحزمة كابل ناقل تسلسلي عام 2.0 وشاحن حائط ومجموعة شحن محول التيار المتردد. يجب أن يعمل أي شاحن ناقل تسلسلي عام من شركات الطرف الثالث يُستَخدَم كجهاز ناقل تسلسلي عام مضيف، بدلاً من مجرد توفير الطاقة عبر المسامير المناسبة، حيث يتطلب كل من سيكس أكسيس ودول شوك 3 إشارة مضيفة «للاستيقاظ» وبدء الشحن.
أكد ممثل سوني في 2 أبريل 2008، أن جهاز تحكم سيكس أكسيس الأصلي سيتوقف إنتاجه وإصداره رسميًا مع نسخة ردود الفعل اللمسية التي تُمَكِن دول شوك 3 في منتصف أبريل 2008. لم يعد يُنتَج سيكس أكسيس بعد عام 2008، حيث أُسقِطَ من المخزون بواسطة معظم تجار التجزئة.

### الاختلافات
أٌنتِجَ دول شوك 3 بألوان مختلفة: أسود، فضي أزرق معدني، أحمر غامق، وردي، «أخضر الغابة» (زيتوني)، «حلوى زرقاء» (أزرق فاتح)، «تمويه حضري» (تمويه رقمي ثلاثي الألوان)، «أحمر قرمزي» (أحمر شفاف)، «أزرق كوني» (أزرق شفاف). لم تُوَفَّر جميع الألوان في جميع الأسواق أو في جميع الأوقات.
كما وُفِرَت ألوان إضافية جنبًا إلى جنب مع أجهزة التحكم ذات الإصدار المحدود، بما في ذلك الرمادي المعدني المسدس و«الأسود السحابي» (الرمادي الداكن).

صدرت نسخة محدودة من دول شوك 3 بشكل البيسبول في 8 مارس 2011 لتتزامن مع إصدار  إم إل بي 11: ذا شو. أصبح لون آخر، «الذهب المعدني»، متاحًا في يونيو 2012 كنسخة محدودة في أوروبا، بينما يباع في أمريكا الشمالية حصريًا في غيم ستوب اعتبارًا من أكتوبر 2012. توفرت نسخة محدودة من دول شوك 3 لإله الحرب: الارتقاء في المملكة المتحدة كجزء من حزمة المشغل لتتزامن مع إطلاق اللعبة وفي الأمريكتين كلعبة وحزمة جهاز تحكم. في 1 نوفمبر 2013، أعلنت شركة سوني عن طراز «كريستالي» شفاف جديد لجهاز تحكم دول شوك 3 في اليابان.

## دول شوك 4

رسم تخطيطي لجهاز تحكم دول شوك 4 من الجهة الخلفية اليسرى. يعرض شريط الضوء (الأزرق) المستخدم لتعريف اللاعب ومنفذ الناقل التسلسلي العام الصغري ولوحة اللمس ومفاتيح مشاركة وإعدادات وعناصر التحكم الأخرى.

دول شوك 4 (بالإنجليزية: DualShock 4)‏ هو جهاز تحكم بلاي ستيشن 4. هو مشابه لدول شوك 3، مع العديد من الميزات الجديدة. إحدى الميزات الجديدة هي لوحة اللمس التكاثفية المدمجة المكونة من نقطتين في الجزء الأمامي من جهاز التحكم، وهي قابلة للنقر. يسمح هذا للوحة اللمس بتمثيل مفاتيح متعددة، كما هو موضح في نسخة بلاي ستيشن 4 من إليت داينجريس حيث يمكن تعيين الزوايا الأربع للوحة اللمس إلى إجراءات منفصلة قابلة للنقر. يدعم جهاز التحكم اكتشاف الحركة عبر مدوار ثلاثي المحاور ومقياس تسارع واهتزاز ثلاثي المحاور. وهو يشتمل على جهاز غير قابل للإزالة، لإعادة الشحن 3.7 فولت، 1000 بطارية ليثيوم أيون مللي أمبير، يمكن شحنها عندما يكون النظام في وضع السكون.
‌
يتميز الجزء العلوي من جهاز التحكم بشريط ضوئي يحتوي على ثلاثة مصابيح ثنائيات باعثة للضوء والتي عند إضاءتها بالتزامن، تتسبب في توهج شريط الإضاءة بمجموعة متنوعة من الألوان. طُوِّرَ من أجل بلاي ستيشن في آر، يمكن استخدامه لتحديد اللاعبين من خلال مطابقة ألوان الشخصيات التي يتحكمون فيها في اللعبة، أو لتوفير ردود فعل محسنة أو الانغماس عن طريق تغيير الأنماط أو الألوان كرد فعل على أسلوب اللعب. عُرِضَ مثال مبكر على ذلك في لعبة غراند ثفت أوتو 5؛ سيومض شريط الضوء باللونين الأحمر والأزرق عندما يكون اللاعب مطلوبًا من قبل الشرطة، مما يحاكي الأضواء الوامضة لسيارة الشرطة. يستخدم شريط الضوء أيضًا جنبًا إلى جنب مع بلاي ستيشن كاميرا للحكم على مواقف وحركات العديد من اللاعبين.
يتميز جهاز التحكم بالعديد من موصلات الإدخال والإخراج: مقبس سماعة رأس استريو (موصل تي آر آر أس سي تي آي أيه مقاس 3.4 ملم) مقاس 3.5 مم ومنفذ الناقل التسلسلي العام الصغري ومنفذ تمديد. يمكن شحنه باستخدام المشغل، أو باستخدام محطة شحن مخصصة، أو عبر الناقل التسلسلي العام الصغري باستخدام شاحن مستقل. كما يشتمل على مكبر صوت أحادي، مثل وي ريموت، وهو ثاني جهاز تحكم في تاريخ ألعاب الفيديو يتمتع بهذه الميزة.
يتميز دول شوك 4 بالأزرار التالية: زر PS، زر مشاركة، زر إعدادات، أزرار الاتجاهات، أزرار الحركة (مثلث، دائرة، إكس، مربع)، أزرار الكتف (R1/L1)، الأزندة (R2/L2)، أزرار النقر التشابهية (R3/L3)، وزر النقر بلوحة اللمس. هذه علامة على العديد من التغييرات من دول شوك 3 وأجهزة تحكم بلاي ستيشن السابقة الأخرى. دُمِجَ زري بدء وتحديد في زر إعدادات واحد. يسمح زر مشاركة المخصص للاعبين بتحميل لقطات شاشة ومقاطع فيديو من تجارب اللعب الخاصة بهم. أُعِيدَ تصميم عصي اللعب التشابهية ووالأزندة بناءً على مدخلات المطور، مع السطح المموج لعصي اللعب التشابهية التي تتميز الآن بحلقة خارجية تحيط بالمحدب قبعات القبة.
تختلف أزرار دول شوك 4 قليلاً في الوظائف عن دول شوك 3. فقط أزندة L2 وR2 حساسة للضغط، وهو تغيير عن وظائف دول شوك 2 و3. هذا يرجع على الأرجح إلى حقيقة أن معظم الألعاب لم تستخدم هذه بالإضافة إلى عدم استخدامها في أجهزة التحكم المنافسة.
دول شوك 4 يتوافق مع بلاي ستيشن 3 (في الأصل فقط عبر كابل الناقل التسلسلي العام الصغري). تحديث البرنامج الثابت 4.60 للاتصال اللاسلكي الإضافي للبلاي ستيشن 3؛ ومع ذلك، وظائف الحركة والاهتزاز غير مدعومة. نظرًا لأن مفتاحي بدء وتحديد لم يعودا موجودين، فإن مفتاحي إعدادات ومشاركة على التوالي تحل محلهما.

### قضايا الإصدار والتعديلات
كانت أجهزة تحكم دول شوك 4 السابقة من سوني تعاني من مشاكل تآكل مع السطح المطاطي على كل من عصي اللعب التشابهية والتي أظهرت تآكلًا أو تمزقًا مفرطًا بعد الاستخدام قصير المدى. في يناير 2014، أصدرت سوني بيانًا تقر بوجود مشكلة في 10٪ من أجهزة التحكم.
في أوائل سبتمبر 2016، أكدت شركة سوني أن هناك نسخًة ثانيًة من أجهزة تحكم دول شوك 4، والمعروفة باسم النسخة الثانية من دول شوك 4 (بالإنجليزية: DualShock 4 Version 2)‏، والتي تستضيف تحسينات طفيفة على دول شوك 4 الأصلي، بما في ذلك اتصال الناقل التسلسلي العام، والأزندة المحسنة وعصي اللعب التشابهية، وعمر بطارية أطول والقدرة على رؤية شريط الضوء من أعلى لوحة اللمس. صدر في 15 سبتمبر 2016.

في الجيل الأول من أجهزة التحكم، يكون شريط الإضاءة عبارة عن ضوء ذي لون ساطع ومضاء بشكل دائم. أدى التلوث الضوئي غير الضروري واستنزاف البطارية إلى استفسارات حول ما إذا كان يمكن إيقاف تشغيل شريط الإضاءة من قبل المستخدمين. رد المدير التنفيذي لشركة سوني شوهي يوشيدا في البداية بالنفي في يوليو 2013، على الرغم من أن مطوري الألعاب لديهم خيار تعطيل الضوء في اللعبة. في أوائل عام 2014، أعلنت الشركة أن التحديث المستقبلي سيسمح بتعتيم شريط الضوء، والذي سُلِّمَ في 1.70 في أبريل 2014.

### الاختلافات

#### اختيارات اللون
يتوفر دول شوك 4 الأصلي (CUH-ZCT1) باللون الأسود القاتم، والأبيض الجليدي، والتمويه الحضري، والأزرق الموجي (خلفية سوداء)، والأحمر الصهاري (ظهر أسود)، والذهبي، والفضي، والأسود الصلب.
تتوفر النسخة الأحدث من دول شوك 4 (CUH-ZCT2) باللون الأسود القاتم، والأبيض الجليدي، والتمويه الأخضر، والتمويه الأزرق، والتمويه الأحمر، والذهب الوردي، والأرجواني الكهربائي، والأزرق الموجي (الظهر الأزرق)، والأحمر الصهاري (الظهر الأحمر)، والذهبي، والفضي، وبرتقالي غروب الشمس، والكريستالي، والكريستالي الأحمر، والبلوري الأزرق، والأسود الفولاذي، والأزرق الليلي، والنحاسي المعدني، وأخضر جبال الألب، والتوت الأزرق.

#### أجيال نماذج أجهزة التحكم
تتوفر عدة نسخ من دول شوك 4 في السوق. يمكن العثور على رقم الطراز على الجزء الخلفي من جهاز التحكم أعلى نص «صنع في الصين».
| النموذج  | النسخة | الجيل  | بداية رقم النموذج | نهاية رقم النموذج                                    |
| -------- | ------ | ------ | ----------------- | ---------------------------------------------------- |
| CUH-ZCT1 | لا شيء | 1 أو 2 | 4-472-348-...     | 11F1, 12F1, 31F1, 41F2, 01G, 02G, 03G, 21G           |
| CUH-ZCT1 | لا شيء | 1 أو 2 | 4-539-610-..      | 71F1                                                 |
| CUH-ZCT1 | 1      | 3      | 4-472-348-...     | 13F1, 33F1, 42F2, 51F1, 61F2, 04G, 23G               |
| CUH-ZCT1 | 1      | 3      | 4-473-498-...     | 11F1, 02G, 01G                                       |
| CUH-ZCT1 | 1      | 3      | 4-573-474-...     | 11F1, 21F2, 31F1, 01G                                |
| CUH-ZCT1 | 1      | 3      | 4-539-610-...     | 31F1, 32F1, 02G                                      |
| CUH-ZCT2 | 2      | 4 أو 5 | 4-594-645-...     | 11F1, 21F2, 01G, 31G, 51G, 61F1, 41G, 61G, 02G, 22F2 |
| CUH-ZCT2 | 2      | 4 أو 5 | 4-594-662-...     | 61F1, 22F2, 01G, 02G, 32G, 71F2, 03G                 |
| CUH-ZCT2 | 2      | 4 أو 5 | 4-698-771-...     | 42F1, 23F2, 01G, 32G                                 |
| CUH-ZCT2 | 2      | 4 أو 5 | 4-739-192-...     | 01F1                                                 |

تتضمن حزم المشغلات الحصرية مع دول شوك 4 نسخة الذكرى العشرين، غان ميتال، باتمان: أركام نايت، ميتال غير سوليد 5، كول أوف ديوتي: بلاك أوبس 3، أنشارتد 4: نهاية لص، ستار وارز باتلفرونت، مونستر هنتر ورلد، إله الحرب، غران تورزمو سبورت، كول أوف ديوتي: دبليو دبليو 2، ذا دايز أوف بلاي، سبايدرمان، ديث ستراندنغ، ذا لاست أوف أس: الجزء الثاني، ونسخة الخمس مئة مليون المحدودة من بلاي ستيشن 4 برو.

## دول سينس
دول سينس (بالإنجليزية: DualSense)‏ هو جهاز تحكم بلاي ستيشن 5 وكشف عنه في 7 أبريل 2020. هو يعتمد على دول شوك 4 ولكن مع تطور في تصميمه وقدراته متأثرًا بالمناقشات مع مصممي اللعبة واللاعبين.
هناك العديد من الاختلافات في دول سينس التي تميزه عن أجهزة تحكم دول شوك السابقة:
- يدعم دول سينس اللمس الهزازي الذي يوفره مشغلات الملف الصوتي المدمجة في قبضة راحة اليد، وردود الفعل القوية للزنادات التكيفية التي يوفرها محركان دواران يعملان بالتيار المستمر.[57] المشغلات الموجودة في قبضة اليد قادرة على تقديم ملاحظات متنوعة وبديهية حول الإجراءات داخل اللعبة على سبيل المثال، في عاصفة رملية، يمكنك الشعور بالرياح والرمال والمحركات في الزنادات التكيفية التي تدعم التجارب مثل رسم سهم فعليًا من ينحني.
- على عكس أجهزة تحكم دول شوك السابقة، فإن دول سينس به نظام تلوين ثنائي اللون (أبيض بشكل أساسي مع مواجهة سوداء) وأزرار عمل أحادية اللون، مما يشير إلى المرة الأولى التي لا يتم فيها تلوين أزرار الحركة لجهاز تحكم بلاي ستيشن التقليدي، على الرغم من مشغلات سوني المحمولة، بلاي ستيشن بورتبل وبلاي ستيشن فيتا، وكلاهما يحتوي على أزرار أحادية اللون. إنه يشتمل على تصميم أكثر راحة وهو أكبر بشكل ملحوظ وأكثر استدارة وأثقل من دول شوك 4.[58] نُقِلَ شريط الضوء من أعلى جهاز التحكم إلى الحواف اليسرى واليمنى للوحة اللمس، مع الإشارة إلى رقم المشغل بدلاً من ذلك بمجموعة من 5 مصابيح ثنائي باعث للضوء أسفل لوحة اللمس. استبدل زر «مشاركة» بـ«إنشاء» مع تركيز موسع على إنشاء محتوى لمشاركته مع الآخرين.[59]
- حُسِّنَ مكبر صوت جهاز التحكم، مما يوفر الآن صوتًا أكثر وضوحًا. يتميز أيضًا بوجود ميكروفون مزدوج داخل الجهاز، مما يسمح للاعبين بالتواصل مع بعضهم البعض دون الحاجة إلى استخدام سماعة رأس خارجية. مع إضافة الميكروفونات إلى جهاز التحكم، قدمت سوني أيضًا الكتابة الصوتية إلى بلاي ستيشن 5.[59][60][61]
- الزنادات التشابهية لديها الآن آلية ردود فعل القوة، مما يسمح لجهاز التحكم بتوفير مراحل مختلفة من المقاومة للمستخدم اعتمادًا على الإجراءات داخل اللعبة. أحد الأمثلة التي قدمتها شركة سوني هو القدرة على الشعور بتوتر وتر القوس بينما يقوم المستخدم بسحب الزناد.[59][62]
- يشتمل الاتصال على مقبس صوت 3.5 ملم، ومنفذ يو إس بي-سي، والذي يحل محل منفذ مايكرو يو إس بي في دول شوك 4، ودبابيس نحاسية للاستخدام مع قواعد الشحن.[63]
- رُقِّيَت بطاريته إلى قدرة أعلى تصنيفًا.[59]
- أيضًا، يمكن إزالة القطعة البلاستيكية السوداء المحيطة بعصي اللعب التشابهية بسهولة، دون الحاجة إلى أي أدوات.[64]

أصبح دول سينس موضوعًا لدعوى قضائية جماعية بسبب الانجراف الملحوظ في أحد عصي اللعب التشابهية، حيث تقاضيه نفس المشكلة التي حدثت لنينتندو وهي انجراف مماثل في جوي-كون من أجل نينتندو سويتش.

### النسيج الدقيق
يتميز دول سينس ببنية دقيقة فريدة من نوعها. هناك 40.000 رمز صغير (مربع، مثلث، دائرة، إكس) مكدسة فوق بعضها البعض. رسمت العديد من التصميمات يدويًا ورقمنتها وصنعها كنماذج أولية قبل أن يستقر فريق التصميم على التصميم الحالي. يبلغ عرض الرموز الأكبر نصف ملليمتر. كتب شون هوليستر، لموقع ذا فيرج، مقالًا يفحص النسيج الدقيق وتكوينه:
قررت الشركة تطبيق نسيج دقيق على الغلاف السفلي بالكامل لجهاز التحكم دول سينس (مما يجعلها) أكثر لوحة ألعاب سوني قابلية للإمساك حتى الآن بسبب الآلاف والآلاف من المربعات الصغيرة والمثلثات والدوائر والإكس في متناول يدك حرفيًا. ... هذه الرموز الصغيرة مكدسة فوق بعضها البعض، بارزة في ثلاثة أبعاد. إنها ليست طبقة واحدة متباعدة بشكل متساوٍ على الإطلاق ... يشرح موريساوا، كبير المديرين الفنيين لمجموعة تصميم منتجات مركز تصميم سوني، أن مجموعة متنوعة من التصميمات صُنِّعَت يدويًا، ورقمنتها، وسخيراتها، وتطبيقها على نماذج أولية من أجهزة التحكم، واختبرت مرارًا وتكرارًا حتى وجدت الفرق التوازن الذي يريدونه: حسن المظهر، محكم بما يكفي ليكون مريحًا وغير قابل للانزلاق، لكن ليس ورق الصنفرة خشنًا لدرجة أنه يؤذي يديك خلال جلسة لعب طويلة.
ذكرت مقالة هوليستر أحد الجوانب السلبية للبنية الدقيقة: "إنها تلتقط الأوساخ بسهولة شديدة ولا تريد تركها".

## الملاحظات
1. ↑  يعرف أيضًا بـSCPH-1200
2. ↑  يعرف أيضًا بـSCPH-10010
3. ↑  يُعرف أيضًا بـSCPH-98050 أو CECHZC2
4. ↑  يُعرف أيضًا بـCUH-ZCT1
5. ↑  يُعرف أيضًا بـCUH-ZCT2
6. ↑  يُعرف أيضًا بـCFI-ZCT1W